# Glen Chadwick
Glen Alan Chadwick (Opunake, 17 oktober 1976) is een wielrenner met zowel de Nieuw-Zeelandse als de Australische nationaliteit. Chadwick begon zijn loopbaan bij de Belgische ploeg Landbouwkrediet. Vervolgens reed hij enige tijd voor een Taiwanese ploeg om vervolgens in de Verenigde Staten te gaan rijden.

## Belangrijkste overwinningen
2000
- 10e etappe Commonwealth Bank Classic
- 4e etappe en eindklassement Ronde van Tasmanië

2002
- 1e etappe Jelajah Malaysia
- 3e etappe Ronde van Taiwan
- 4e etappe Ronde van de Zuid-Chinese Zee

2003
- Ronde van Peking
- 3e etappe en eindklassement Ronde van Korea

2005
- Ronde van de Jura
- 5e etappe Ronde van Hongarije

2007
- Nieuw-Zeelands kampioen tijdrijden, Elite
- 2e en 3e etappe Tour de Beauce

2008
- Eindklassement Ronde van Mexico

2009
- 1e etappe Ronde van Asturië
- 13e etappe Ronde van Colombia